# Kanton Arpajon-sur-Cère
Der Kanton Arpajon-sur-Cère ist ein französischer Wahlkreis in der Region Auvergne-Rhône-Alpes. Er liegt im Arrondissement Aurillac des Départements Cantal.

## Geschichte
Der Kanton Arpajon-sur-Cère entstand am 20. Januar 1982, als die sechs Gemeinden Arpajon-sur-Cère, Labrousse, Prunet, Teissières-lès-Bouliès, Vézac und Vezels-Roussy aus den Stadtkantonen Aurillac-1 bis Aurillac-3 herausgelöst wurden. Er wurde am 22. März 2015 im Rahmen der Neugliederung der Kantone nochmals vergrößert. Alle dreizehn Gemeinden des Kantons Montsalvy kamen hinzu. Doch vier der sechs bisherigen Gemeinden wechselten zu anderen Kantonen. Daher zählt der Kanton Arpajon-sur-Cère seit 2015 fünfzehn Gemeinden. Außerdem änderte sich sein INSEE-Code von 1526 auf 1501.

## Geografie
Der Kanton grenzt im Norden an die Kantone Aurillac-1, Aurillac-2 und Aurillac-3, im Osten an den Kanton Vic-sur-Cère, im Osten und Süden an die Region Okzitanien und im Westen an den Kanton Maurs.

## Gemeinden
Der Kanton besteht aus 14 Gemeinden mit insgesamt 11.249 Einwohnern (Stand: 1. Januar 2022) auf einer Gesamtfläche von 292,83 km²:
| Gemeinde                | Einwohner 1. Januar 2022 | Fläche km² | Dichte Einw./km² | Code INSEE | Postleitzahl |
| ----------------------- | ------------------------ | ---------- | ---------------- | ---------- | ------------ |
| Arpajon-sur-Cère        | 6.363                    | 47,67      | 133              | 15012      | 15130        |
| Cassaniouze             | 503                      | 35,84      | 14               | 15029      | 15340        |
| Junhac                  | 288                      | 27,71      | 10               | 15082      | 15120        |
| Labesserette            | 297                      | 13,64      | 22               | 15084      | 15120        |
| Lacapelle-del-Fraisse   | 402                      | 15,29      | 26               | 15087      | 15120        |
| Ladinhac                | 435                      | 26,72      | 16               | 15089      | 15120        |
| Lafeuillade-en-Vézie    | 591                      | 16,54      | 36               | 15090      | 15130        |
| Lapeyrugue              | 94                       | 8,47       | 11               | 15093      | 15120        |
| Leucamp                 | 244                      | 13,50      | 18               | 15103      | 15120        |
| Montsalvy               | 832                      | 20,29      | 41               | 15134      | 15120        |
| Prunet                  | 686                      | 27,34      | 25               | 15156      | 15130        |
| Sansac-Veinazès         | 201                      | 12,56      | 16               | 15222      | 15120        |
| Sénezergues             | 209                      | 17,61      | 12               | 15226      | 15340        |
| Vieillevie              | 104                      | 9,65       | 11               | 15260      | 15120        |
| Kanton Arpajon-sur-Cère | 11.249                   | 292,83     | 38               | 1501       | –            |

### Veränderungen im Gemeindebestand seit der landesweiten Neuordnung der Kantone
2019: Fusion Calvinet und Mourjou (Kanton Maurs) → Puycapel (Kanton Maurs) 

### Bevölkerungsentwicklung
| Bevölkerungsentwicklung | Bevölkerungsentwicklung |
| Jahr                    | Einwohner               |
| ----------------------- | ----------------------- |
| 1962                    | 5.245                   |
| 1968                    | 5.339                   |
| 1975                    | 6.363                   |
| 1982                    | 7.079                   |
| 1990                    | 7.627                   |
| 1999                    | 7.804                   |
| 2006                    | 8.340                   |
| 2012                    | 8.893                   |

## Wahlen zum Rat des Départements Cantal
Bei den Wahlen am 22. März 2015 gewann das Gespann Vincent Descoeur/Isabelle Lantuejoul (Union de la droite) bereits im 1. Wahlgang gegen Vanessa Bonnefoy/Michel Roussy (Union de la gauche) und Brigitte Revol/Baptiste Servans (Divers gauche) mit einem Stimmenanteil von 61,32 % (Wahlbeteiligung: 60,67 %).
| Vertreter im conseil général des Départements | Vertreter im conseil général des Départements | Vertreter im conseil général des Départements |
| Amtszeit                                      | Name                                          | Partei                                        |
| --------------------------------------------- | --------------------------------------------- | --------------------------------------------- |
| 2015–2021                                     | Vincent Descoeur Isabelle Lantuejoul          | UD                                            |